# Migliori prestazioni europee nei 15 km
La lista delle migliori prestazioni europee nei 15 km, aggiornata periodicamente dalla World Athletics, raccoglie i migliori risultati di tutti i tempi degli atleti europei nella specialità dei 15 km.

## Maschili

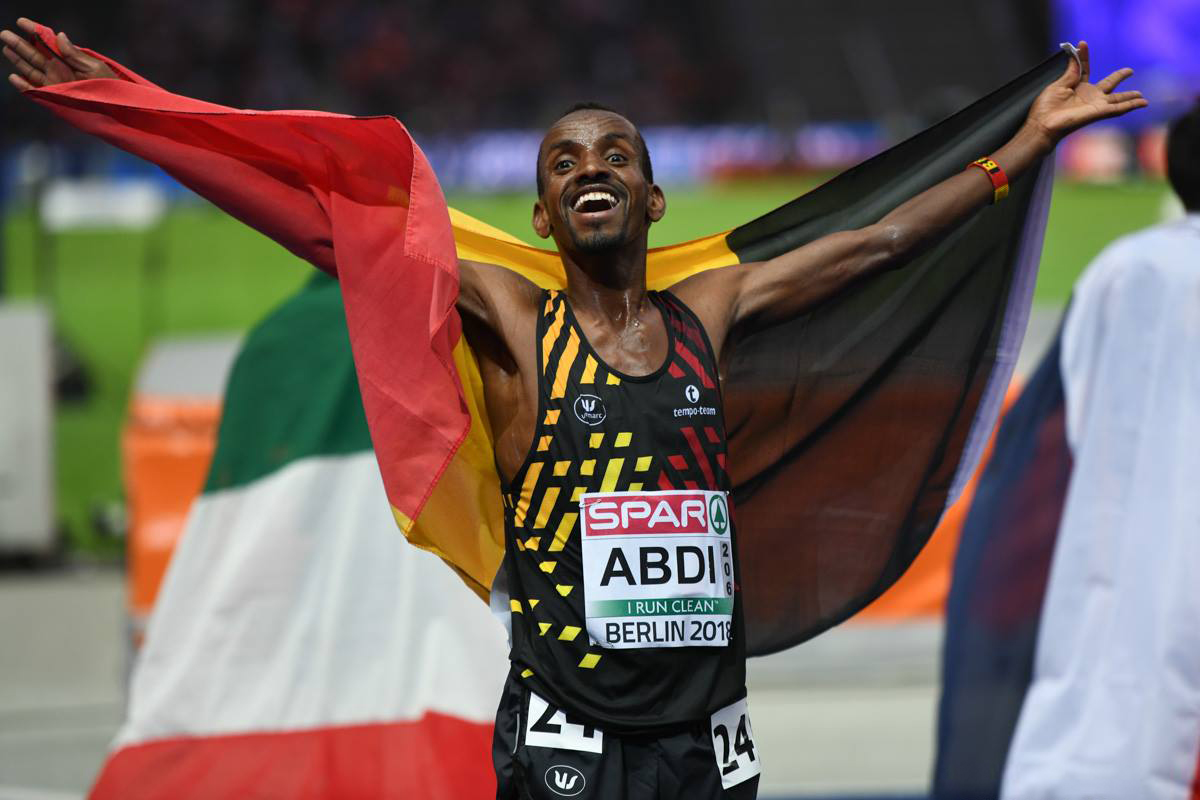
Bashir Abdi, primatista europeo dei 15 km su strada

Statistiche aggiornate al 20 febbraio 2023.
|    | Tempo  | Atleta              | Luogo             | Data             |
| -- | ------ | ------------------- | ----------------- | ---------------- |
| 1. | 42'29" | Bashir Abdi         | 's-Heerenberg     | 1º dicembre 2019 |
| 2. | 42'39" | Jon Brown           | Tampa             | 26 febbraio 1994 |
| 3. | 42'47" | John Treacy         | Portland          | 26 giugno 1988   |
| 4. | 42'51" | Adam Draczyński     | Strzelce Opolskie | 19 dicembre 2009 |
| 5. | 42'52" | Willem van Hoof     | Hasselt           | 15 ottobre 2006  |
| 6. | 42'55" | Mike McLeod         | Tampa             | 11 febbraio 1984 |
| 7. | 42'59" | Simon Debognies     | Nimega            | 20 novembre 2022 |
| 8. | 43'01" | Günther Weidlinger  | Melbourne         | 29 novembre 2009 |
| 9. | 43'04" | Peter Daenens       | Tampa             | 9 febbraio 1985  |
| 9. | 43'04" | Markus Ryffel       | Tampa             | 13 febbraio 1988 |
| 9. | 43'04" | Polat Kemboi Arıkan | Istanbul          | 11 novembre 2018 |

## Femminili

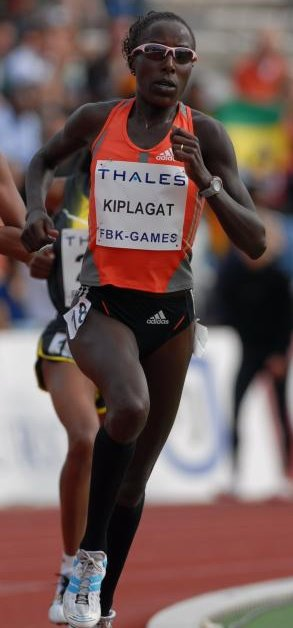
Lornah Kiplagat, primatista europea dei 15 km su strada

Statistiche aggiornate al 20 febbraio 2023.
|     | Tempo  | Atleta                 | Luogo    | Data             |
| --- | ------ | ---------------------- | -------- | ---------------- |
| 1.  | 46'59" | Lornah Kiplagat        | Udine    | 14 ottobre 2007  |
| 2.  | 47'17" | Ingrid Kristiansen     | Monaco   | 21 novembre 1987 |
| 3.  | 47'38" | Lonah Chemtai Salpeter | Valencia | 2 giugno 2018    |
| 4.  | 47'40" | Eilish McColgan        | Nimega   | 20 novembre 2022 |
| 5.  | 47'41" | Susan Krumins          | Nimega   | 18 novembre 2018 |
| 6.  | 47'43" | Liz McColgan           | Tampa    | 13 febbraio 1988 |
| 7.  | 47'47" | Hanna Klein            | Nimega   | 20 novembre 2022 |
| 8.  | 47'52" | Grete Waitz            | Tampa    | 11 febbraio 1984 |
| 9.  | 47'57" | Diane Van Es           | Nimega   | 20 novembre 2022 |
| 10. | 48'17" | Wendy Sly              | Tampa    | 9 febbraio 1985  |